# Lerntypentest nach Vester

Auswertediagramm

Ein Lerntypentest ist eine Prüfung, die vorgibt, festzustellen, auf welche Art und Weise der Lernende am effektivsten lernt. Einen Grundstein legte die Lerntypologie von Frederic Vester, der, allerdings ohne jeden empirischen Nachweis, die folgenden Lerntypen postulierte:
- Hören (auditiv)
- Sehen (visuell)
- Lesen
- Fühlen/Tasten (haptisch)

## Ablauf
Im klassischen Test nach Vester werden dem Prüfling vom Prüfer zehn verschiedene Begriffe vorgelesen. Der Prüfling merkt sich diese Begriffe, so gut er kann. Nach einer ca. 30-sekündigen Pause mit leichten Rechenaufgaben soll sich der Prüfling an die zehn Begriffe erinnern und sie aufschreiben. Dies wird mit jeweils zehn Begriffen wiederholt, die der Prüfling als Objekt gezeigt bekommt, die er als Wort liest bzw. die er blind ertasten soll.
Daneben haben sich weitere Lerntypentests etabliert. So bauen die Arbeiten von Neil Fleming auf dem Modell von Vester auf, unterscheiden sich im Testablauf aber deutlich. Kann man im oben beschriebenen Test mit guten Merkstrategien ein sehr gutes Ergebnis über alle Ausprägungen hinweg erzielen, so versucht der VARK-Test von Neil Fleming die individuellen Aufnahme-Vorlieben durch einen Fragebogen mit 16 Fragen zu ermitteln. Zu jeder Frage werden vier Antwort-Möglichkeiten gegeben und der Prüfling kreuzt die auf ihn am besten zutreffenden Antworten an.

## Auswertung

Eher auditiver Lerntyp

Die Anzahl der Begriffe, an die sich der Prüfling erinnert hat, wird in ein Auswertediagramm eingetragen. Jeder Lerntyp hat eine eigene Achse. Verbindet man die vier Punkte zu einem Viereck, ist auf einen Blick eine Einteilung in den jeweiligen Lerntyp möglich. Oft kommen dabei Mischformen vor. Wenn ein Prüfling z. B. gleich viele Begriffe beim Hören und Sehen hat, spricht man von einem auditiv-visuellen Lerntyp.
In einem Nachgespräch kann auf Mnemotechniken eingegangen werden.
Bei dem VARK-Test nach Neil Fleming wird eine Punktzahl je Ausprägung (Visual, Aural, Read/Write, Kinesthetic) errechnet. Daraus wiederum ergibt sich schlussendlich der individuelle Lerntyp.

## Kritik
Die Wirkungslosigkeit von Lerntypentests und der Einteilung in Lerntypen wurde in zahlreichen Studien  gezeigt. 
In der wissenschaftlichen Psychologie wird ein Vorgehen dieser Art daher abgelehnt. Die empirische Forschung konnte weder eine Verbesserung der Lernleistung bei der Berücksichtigung des jeweils präferierten Lerntyps nachweisen, noch konnten für einen Unterricht, welcher unterschiedliche Lerntypen berücksichtigt, positive Effekte gemessen werden. Aus Sicht der Kognitionswissenschaften werden Lerntypen heute daher als Mythos gesehen.
Vielmehr sieht man den Lernerfolg in der Art, wie „spannend“ Lerninhalte übermittelt werden und wie groß das Vorwissen ist.

## Weiterführende Literatur
- Benedikt Wisniewski: Der Unsinn von den Sinnen in: B. Wisniewski & A. Vogel: Schule auf Abwegen - Mythen, Irrtümer und Aberglaube in der Pädagogik, Schneider Verlag, Baltmannsweiler, 2013, ISBN 978-3834012562